# Stuart Arthur
Stuart K. Arthur (* 25. Juni 1978) ist ein kanadischer Badmintonspieler. 

## Karriere
Stuart Arthur gewann in Kanada fünf Juniorentitel. 1998 nahm er an den Commonwealth Games teil. Ein Jahr später gewann er Silber bei den Panamerikaspielen. 2000 siegte er bei den Boston Open.

## Sportliche Erfolge
| Saison | Veranstaltung                   | Disziplin    | Platz | Name                             |
| ------ | ------------------------------- | ------------ | ----- | -------------------------------- |
| 1993   | Kanada: Jugendmeisterschaften   | Herreneinzel | 1     | Stuart Arthur, ON                |
| 1993   | Kanada: Jugendmeisterschaften   | Herrendoppel | 1     | Stuart Arthur / Drew Huerter, ON |
| 1994   | Kanada: Jugendmeisterschaften   | Herreneinzel | 1     | Stuart Arthur, ON                |
| 1995   | Kanada: Juniorenmeisterschaften | Mixed        | 1     | Stuart Arthur / Cindy Arthur, ON |
| 1995   | Kanada: Juniorenmeisterschaften | Herrendoppel | 1     | Stuart Arthur / Drew Huerter, ON |
| 1999   | Panamerikaspiele                | Herreneinzel | 2     | Stuart Arthur                    |
| 2000   | Boston Open                     | Herreneinzel | 1     | Stuart Arthur                    |